# ハビエル・オライソラ
ハビエル・オライソラ・ロドリゲス（Javier Olaizola Rodríguez、1969年11月28日 - ）は、スペイン・バスク州サン・セバスティアン出身の元サッカー選手、現サッカー指導者。現役時代のポジションはDF。

## 経歴
現役時代は主に右サイドバックとして活躍し、1995年から9シーズン在籍したRCDマジョルカでは2つのタイトルを獲得して公式戦333試合に出場した。
2004年に現役を引退後は指導者の道に進み、2013-14シーズンの暫定監督と2016-17シーズンから翌シーズンの4月までRCDマジョルカの監督と務めた。
2019-20シーズンから2シーズンは、自身が生まれた土地であるバスク州に拠点を置くアレナス・クルブ・デ・ゲチョの指揮を執った。

## 人物
1970年代から80年代にかけてレアル・ソシエダで活躍したフリオ・オライソラは実兄にあたる。

## タイトル
RCDマジョルカ
- コパ・デル・レイ : 1回 (2002-03)
- スーペルコパ・デ・エスパーニャ : 1回 (1998)